# Фунакоси, Гитин
Гитин Фунакоси (яп. 船越義珍 Funakoshi Gichin, 10 ноября 1868, Ямакава-Сё, Окинава, Рюкю — 26 апреля 1957, Токио, Япония) — мастер карате, который первым широко познакомил японцев с этим окинавским боевым искусством, начав пропагандировать карате в 1921 году. Является основателем одного из самых распространённых стилей — Сётокан. Считается родоначальником японского карате.

## Биография
Гитин Фунакоси родился 10 ноября 1868 года в районе Ямакава-Сё города Сюри. Ямакава-Сё располагалась на холмах с западной стороны от замка Сюри. Это было типичное призамковое поселение, в котором проживало несколько сотен жителей.
Он происходил из благородной семьи, принадлежавшей сословию сидзоку.
Отец, Томинокоси Гису, и дядя Гитина считались мастерами бодзюцу. Гитин Фунакоси писал в «Карате-до-нюмон» («Карате-до: мой способ жизни»): «Мой отец был высоким и красивым человеком. Он был мастером бодзюцу, хорошо пел и танцевал. (Известно, что окинавский мастер Суэёси Дзино (Sueyoshi Jino, 1846—1920 гг.) обучался бодзюцу у дяди Гитина). Он занимал небольшую должность, но когда лишился работы, постепенно растратил всё состояние своего отца — моего деда Гифуку. Мой дед Гифуку был человеком глубоко образованным». Гитин рос под присмотром деда, Томинокоси Гифу, который был знатоком китайской и японской классической литературы, мастером каллиграфии, стихосложения, адептом конфуцианского учения.
Гитин в детстве не отличался хорошим здоровьем. В «Карате-до-нюмон» он писал: «Как большинство моих сверстников, я увлекался окинавской борьбой тэ-гуми (Te-Gumi). Но так как в детстве я был физически очень слабым, то часто проигрывал и расстраивался по этому поводу».
Доктор, лечивший мальчика разными травяными средствами, рекомендовал в целях укрепления здоровья заниматься тотэ, как тогда собственно и называлось карате на Окинаве. В «Карате-до-нюмон» Гитин Фунакоси пишет: «От одного моего одноклассника я узнал, что его отец мастер тотэ. И я попросил своего отца разрешить мне заниматься у него. Отец согласился, надеясь, что это укрепит моё здоровье. Так, в возрасте 15 лет, я пришёл к мастеру Адзато, одному из самых знаменитых мастеров Сёрин-рю.»
Так Гитин Фунакоси начал изучать популярный в то время на Окинаве стиль карате Сёрин-рю, а затем и Сёрэй-рю.
В 1916 г. мастер Фунакоси, среди прочих мастеров, получил приглашение от Дай-Ниппон-Бутоку-Кай продемонстрировать тотэ на Фестивале боевых искусств Бу-Дзюцу-Сэнмон-Гако. Это была первая официальная демонстрация тотэ в Японии.
13 февраля 1918 года образована ассоциация Окинава-Тодэ-Кэн-Кю-Кай (Okinawa-Tode-Ken-Kyu-Kai, Окинавская ассоциация изучения тотэ), объединявшая для совместных практик и обмена опытом мастеров Киян Тётоку, Симпан Сирома, Мабуни Кэнва, Мотобу Тёки.
В 1921 г. Фунакоси оставил работу школьного учителя. По совету директора общественной библиотеки Соко Макайна и главного редактора газеты «Окинава Таймс» он основал Окинавское общество содействия студентам. В том же году мастер Фунакоси организовал Окинава-Сёбу-Кай (Okinawa-Shobu-Kai — Окинавская ассоциация духа боевых искусств) и стал её председателем. В ассоциацию вошли мастера Тёсин Тибана, Токуда Амбун, Осиро Тёдо, Токумура Сэйтё и Исикава Хороку.
В 1921 году мастер Мотобу Тёки переехал на Хонсю в Осаку. Он стал первым мастером, переехавшим в Японию с целью распространения тотэ.
Гитин Фунакоси демонстрировал комплексы формальных упражнений ката и обучал технике карате. Практическое применение карате мог доказать в схватке с любым соперником великолепный боец Мотобу Тёки. Но Мотобу не знал японского языка, и пропаганда и распространение окинавского боевого искусства в Японии были организованы именно Гитином Фунакоси.
В 1936 году Фунакоси построил первое додзё в Токио. Именно Фунакоси сменил смысл названия карате, которое раньше означало «китайская рука», или, точнее, «Рука династии Тан» на «пустая рука», воспользовавшись тем, что два этих слова звучат одинаково, но имеют различное написание.
Гитин Фунакоси большое внимание уделял ритуалу, строгому соблюдению норм и следованию установленным правилам. Это, вместе с заменой окинавских терминов японскими и замалчиванием китайских корней карате, имело целью сделать карате составной частью будо, пронизанного японским национальным духом, основанной на самурайской культуре и традициях.
Под влиянием основателя дзюдо мастера Дзигоро Кано Фунакоси ввёл название «карате-до» («Путь карате») и требовал отныне называть свой стиль именно так. Тем самым он подчёркивал тот факт, что карате-до является не только боевым искусством, но и, по аналогии с дзюдо, системой физического и духовного воспитания.
После Второй мировой войны Фунакоси тренировал учеников (по большей части состоящих из студентов университета), развивал и в дальнейшем формализовал свой собственный стиль карате.
Свой стиль Фунакоси назвал Сётокан как производное от своего литературного псевдонима Сёто («ветер среди сосен») и морфемы кан, что означает «дом». Есть и другие переводы названия Сётокан: «дом колышащихся сосен» или «зал сосны и моря».
В 1955 году была образована Японская ассоциация карате (JKA), которая формально имела старшим инструктором Гитина Фунакоси, однако сам Фунакоси отдалился от участия, так как не поддерживал изменения в карате, превратившие боевое искусство в большей частью спортивное единоборство. Большую роль в модернизации карате сыграл его сын, Ёситака Фунакоси, который ввёл удары ногой выше пояса, добавив тем самым зрелищности и спортивной направленности.
Гитин Фунакоси оставался в Токио до своей смерти в апреле 1957 года в возрасте 89 лет.
Гитин Фунакоси опубликовал несколько книг о карате, в том числе автобиографическую «Карате-До-Нюмон».